# Relacions Egipte-Mesopotàmia
Les relacions Egipte-Mesopotàmia semblen haver-se travat a partir del quart mil·lenni abans de la nostra era, començant en el període d'Uruk per a Mesopotàmia i la cultura gerziana de l'Egipte prehistòric prealfabetitzat (al voltant del 3500-3200 ae). Les influències se'n poden veure en les arts visuals d'Egipte, en els productes importats i també en la possible transferència de l'escriptura de Mesopotàmia a Egipte, i crearen paral·lelismes «fondament arrelats» en les primeres etapes de totes dues cultures.

## Influències sobre el comerç i l'art egipcis (3500-3200 ae)
En general, hi hagué un alt nivell de comerç entre l'Antic Egipte i l'Orient Mitjà al llarg del període predinàstic d'Egipte, durant les fases de Naqada II (3600-3350 ae) i Naqada III (3350-2950 ae), que van ser contemporanis dels períodes d'Uruk tardà (3500-3100 ae) i Jemdet Nasr (3100-2900 ae) a Mesopotàmia. Es considera que el principal període d'intercanvi cultural, en concret el que consisteix en el transvasament d'imatges i símbols mesopotàmics a Egipte, va durar uns 250 anys, durant els períodes de la Naqada II a la Dinastia I.

### Dissenys i objectes
Durant aquest període van entrar a Egipte objectes i formes d'art clarament forasters, la qual cosa indica que va haver-hi contactes amb diversos indrets d'Àsia. Els dissenys imitats pels artistes egipcis són nombrosos: el "rei sacerdot" d'Uruk amb túnica i barret d'ala en la postura del mestre dels animals, els serpentins, grius alats, serps al voltant de rosetes, vaixells amb proes altes, tots característics de l'art mesopotàmic de l'Uruk tardà (Uruk IV, c. El mateix "Sacerdot rei" és visible en diferents obres d'art mesopotàmiques del final del període d'Uruk, com els Monuments Blau, els segells cilíndrics i les estàtues.
Les àmfores de disseny mesopotàmic comencen a aparéixer a Egipte en el període Naqada II. S'han trobat gerros i recipients de ceràmica d'Uruk a Egipte en contextos Naqada, i això confirma que es van importar productes mesopotàmics a Egipte, tot i que el contingut de les àmfores no s'ha determinat pas encara. L'anàlisi científica de les àmfores de vi d'Abidos ha demostrat que va haver-hi comerç de vi de gran volum amb el Llevant durant aquest període.

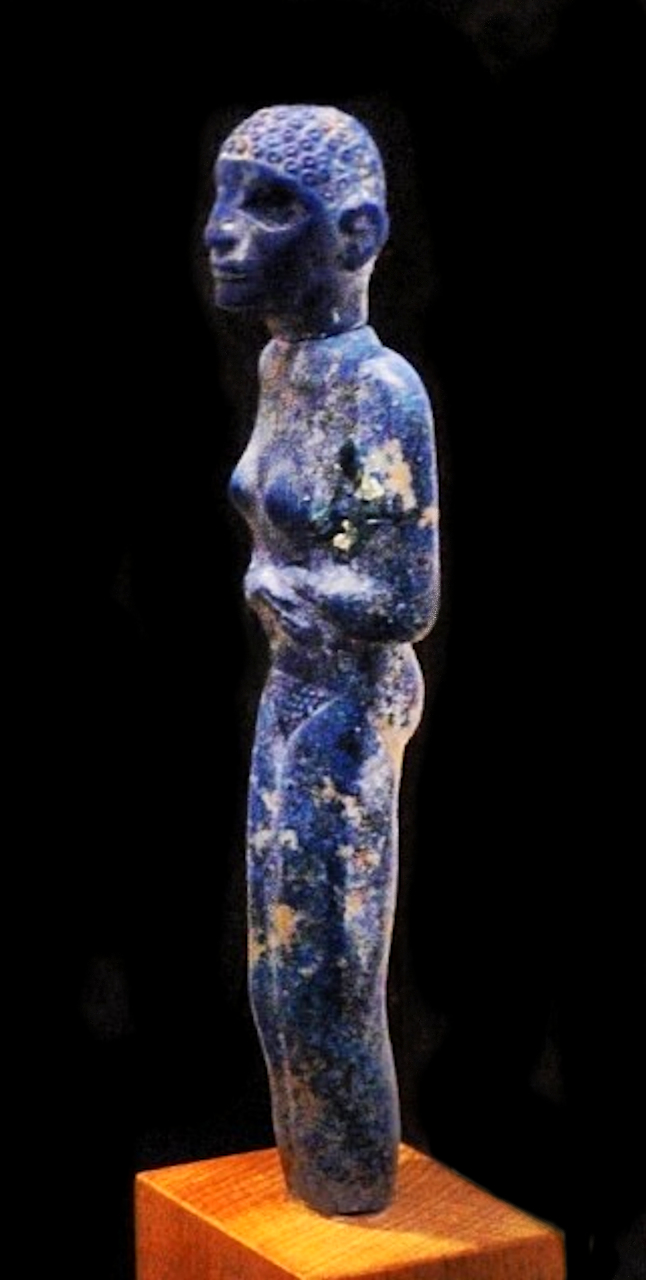
Estatueta egípcia, 3300-3000 ae. Es creu que el material de lapislàtzuli s'importà de l'Afganistan a través de Mesopotàmia. Museu Ashmolean

A les tombes de l'Alt Egipte que daten de Naqada II i III, especialment a Hieracòmpolis, s'han descobert segells cilíndrics, alguns originaris de Mesopotàmia i Elam, i altres fets a Egipte seguint dissenys mesopotàmics de forma estilitzada. S'han trobat a Egipte objectes com ara el mànec del ganivet de Gebel al-Arak, que té relleus mesopotàmics, i l'argent que apareix en aquest període només pot provenir d'Àsia Menor.
El lapislàtzuli l'importà en gran quantitat Egipte, i ja s'utilitza en moltes tombes del període Naqada II. El lapislàtzuli devia ser del nord de l'Afganistan, ja que no se'n coneixen pas altres fonts, i el transportaria per l'altiplà iranià fins a Mesopotàmia, i després a Egipte.

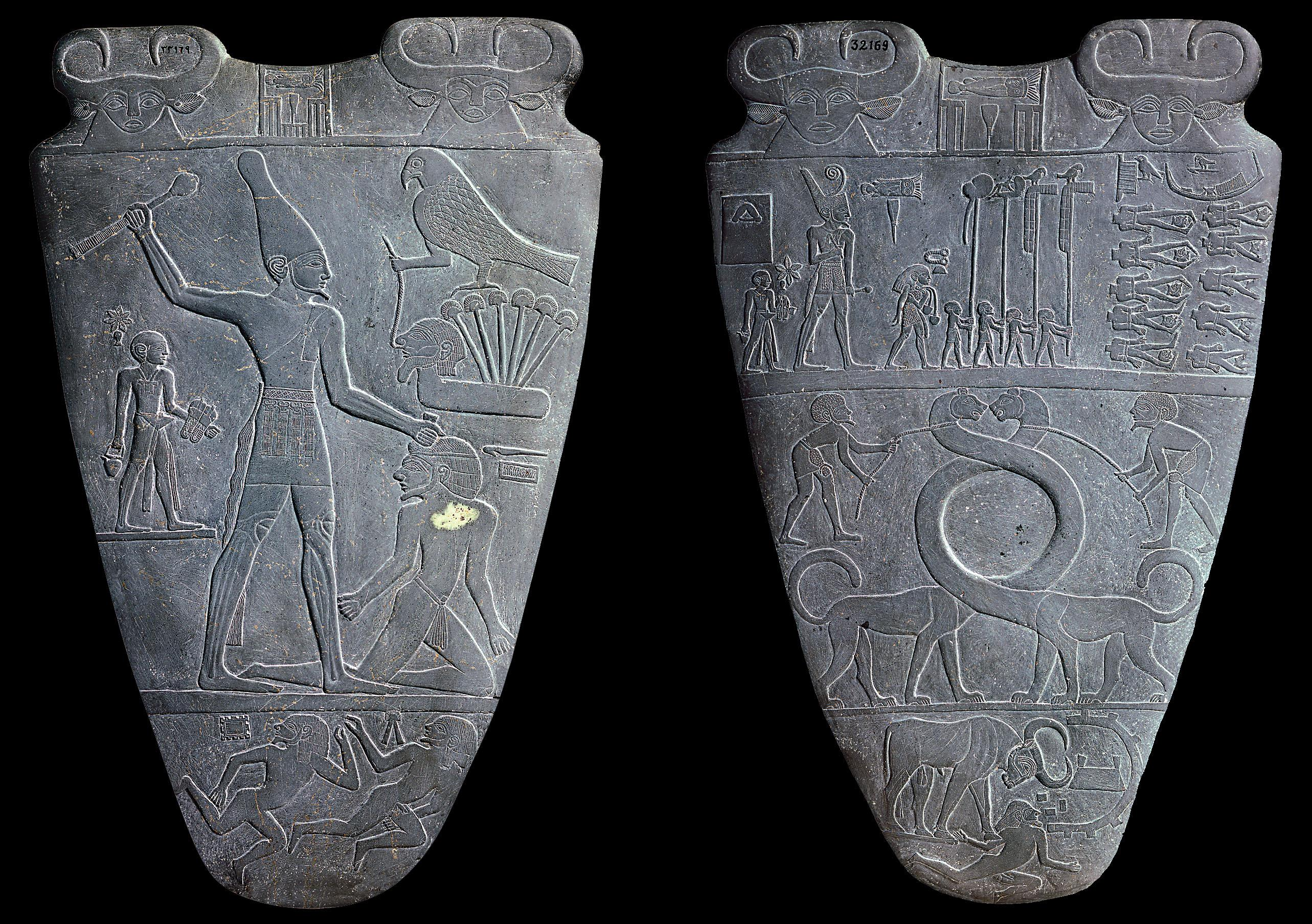
Les paletes egípcies, com la de Narmer (3200-3000 ae), manlleven elements de la iconografia mesopotàmica, en concret el disseny sauròpode d'Uruk.
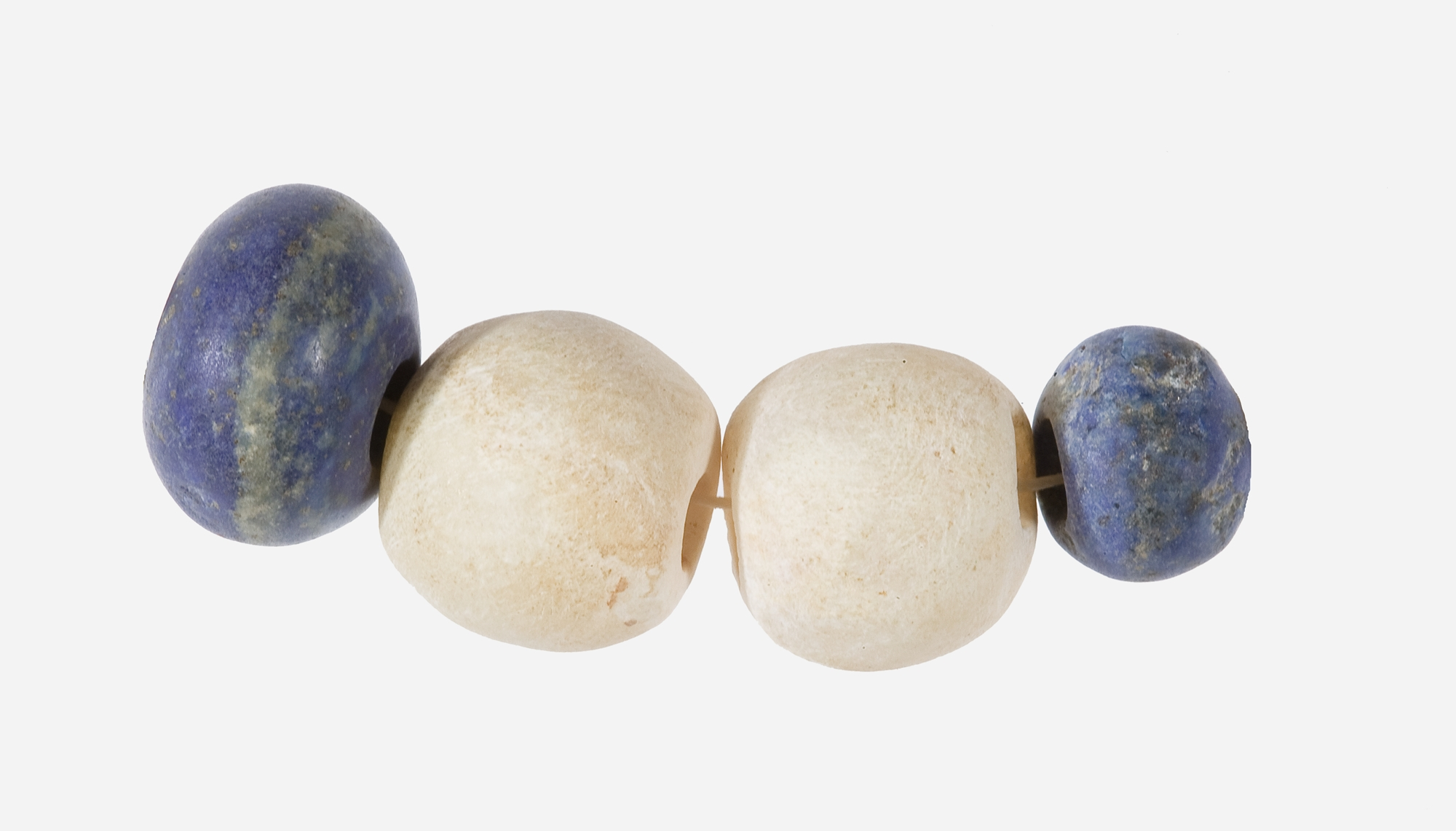
Grans de lapislàtzuli i travertí, circa 3650 –3100 ae. Naqada II – Naqada III
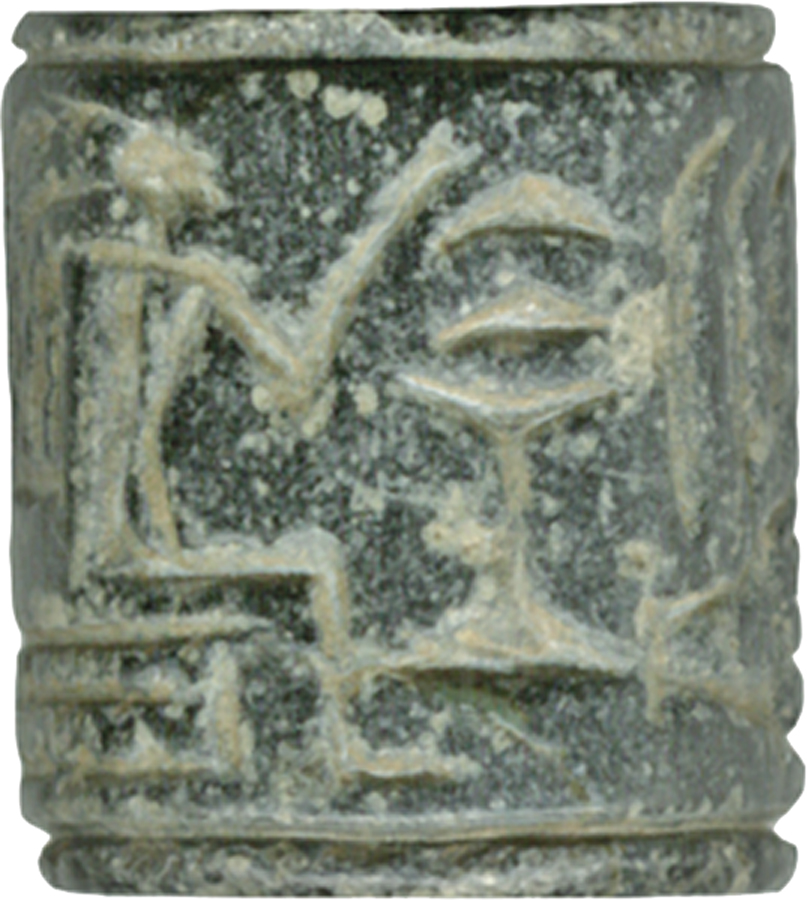
Segell arcaic de cilindre egipci, 3100-2900 ae
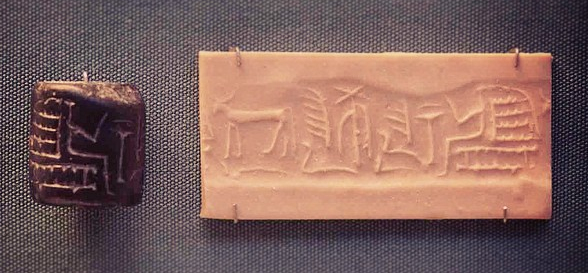
Segell de cilindre Dinastia I o II, 3100-2686 ae

L'arquitectura egípcia també va adoptar elements del Temple de Mesopotàmia i de l'arquitectura civil. Els nínxols encastats, característics de l'arquitectura mesopotàmica, s'empraren en les tombes de la Dinastia I i II.

### Transmissió
La ruta d'aquest comerç no és fàcil de precisar, però el contacte amb Palestina no és pas anterior a la Dinastia I, i per això se sol suposar que se'n va fer per comerç marítim. Durant l'època en què la teoria de les carreres dinàstiques encara era popular, es deia que els mariners d'Uruk circumnavegaven Aràbia, però és més probable que la ruta fos mediterrània, a través de Biblos, com ho demostra la presència d'objectes d'aquesta ciutat a Egipte. L'art glíptic també sembla haver-hi exercit un paper clau, amb la circulació de segells cilíndrics decorats al llarg del Llevant, un territori interior comú de tots dos imperis.
La intensitat dels intercanvis suggereix, però, que els contactes entre Egipte i Mesopotàmia eren sovint directes, més que mitjançant intermediaris o el comerç. Uruk havia tingut avançades colonials fins a Habuba Kabira, a la Síria actual, assegurant-ne la presència al Llevant. També s'han descobert allí molts segells de cilindres d'Uruk. Sembla que Uruk podria haver tingut un lloc avançat de presència colonial al nord d'Egipte. I s'hi va suggerir l'emplaçament de Buto en particular, però finalment s'ha rebutjat.
El fet que tants llocs gerzians siguen a les desembocadures dels uadis que duen a la mar Roja pot indicar un tipus de comerç a través d'aquesta mar, tot i que el comerç de Biblos podria haver creuat el Sinaí i després arribar a la mar Roja.
Els primers contactes (un petit contingent d'emigrants mesopotàmics) probablement actuaren com una mena de catalitzador per al creixement de la cultura egípcia, sobretot pel que fa a la creació de l'escriptura i la codificació de la imatgeria reial i vernacla.

### Importància dels desenvolupaments locals egipcis

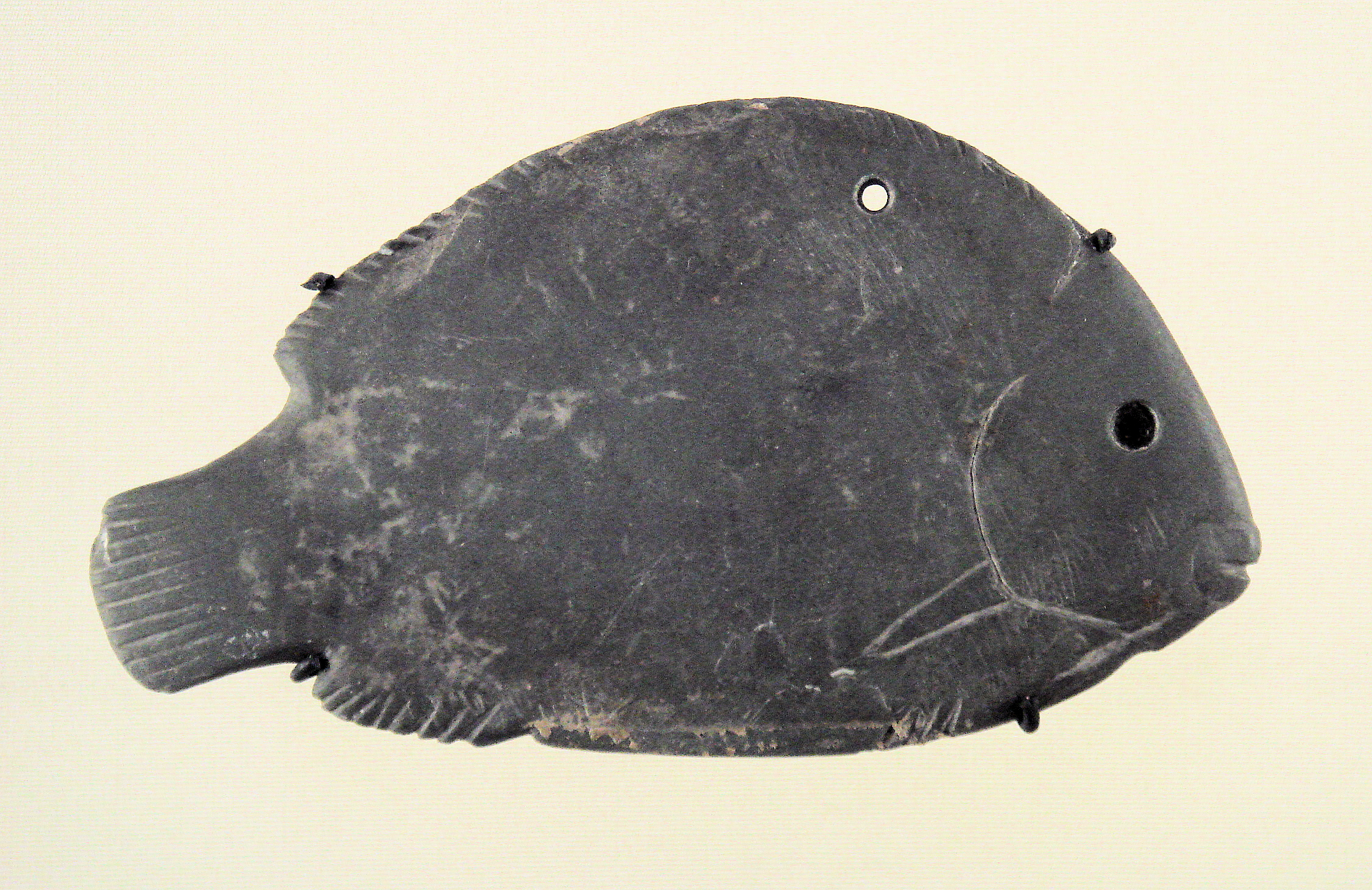
Una estranya paleta cosmètica egípcia Naqada III que es troba més enllà d'Egipte, a Ashkelon o Gaza (Palestina), a la fi del 4t mil·lenni, Museu del Louvre, AO 5359

Tot i que hi ha proves clares que la cultura Naqada II es va manllevar en abundància de Mesopotàmia, hui sembla que els assoliments de la Dinastia I van ser el resultat d'un llarg període de desenvolupament cultural i polític indígena. Aquests desenvolupaments són molt més antics que el període Naqada II, que va tenir un alt grau de continuïtat amb el període Naqada I, i els canvis que es produïren en tots dos períodes es van succeir durant quantitats significatives de temps.
Tot i que hi ha molts exemples d'influència mesopotàmica a Egipte en el quart mil·lenni abans de la nostra era, només s'han trobat molt pocs objectes egipcis del període Naqada més enllà d'Egipte, i en general als seus voltants, com una estranya paleta de cosmètics egipcis Naqada III en forma de peix, de finals del quart mil·lenni ae, trobada a Gaza (Palestina).

## Desenvolupament de l'escriptura (3500-3200 ae)

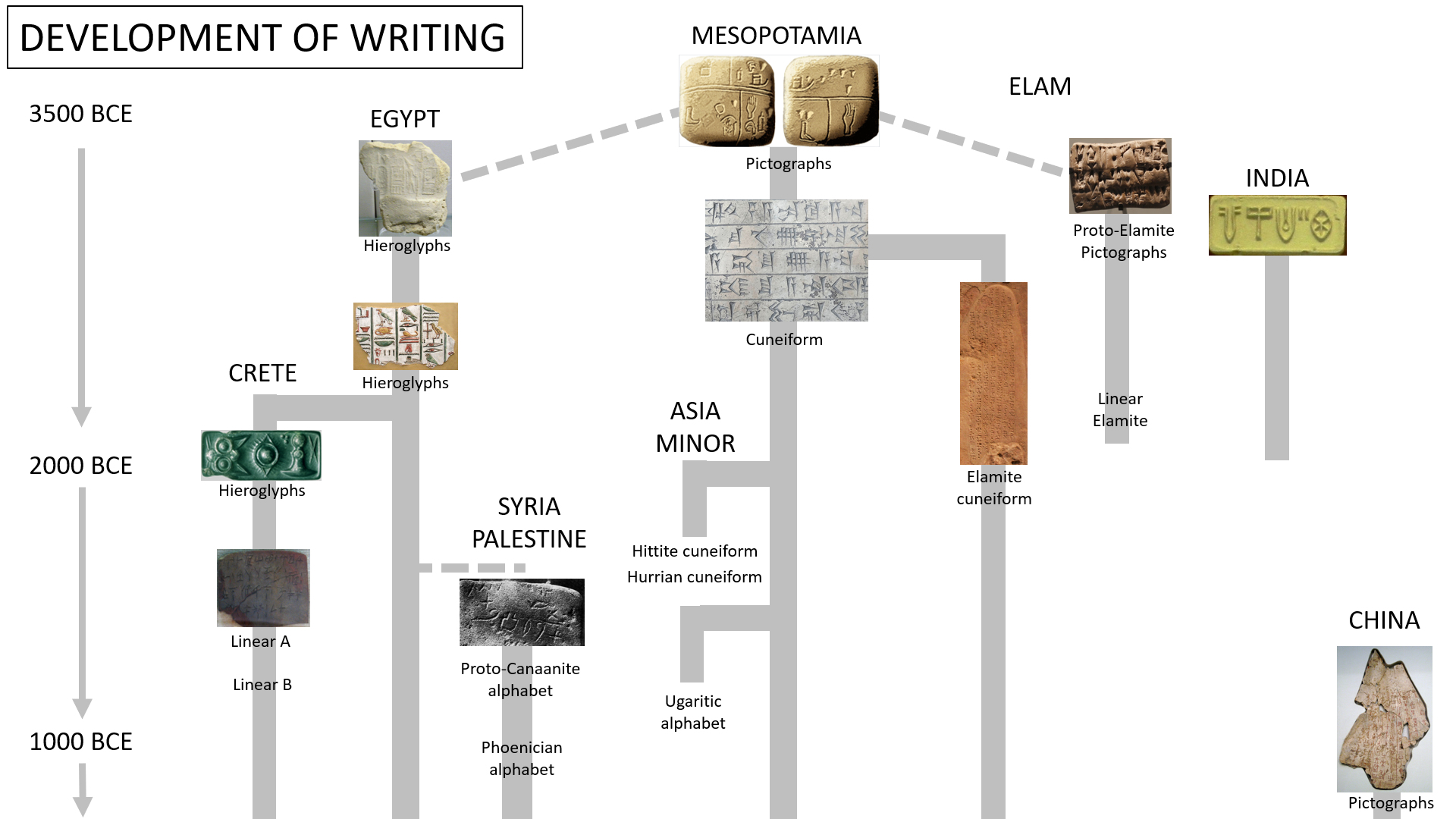
Reconstrucció estàndard del desenvolupament de l'escriptura, amb posició de cuneïforme. Potser l'escriptura egípcia s'inventà independentment de l'escriptura mesopotàmica

En general es creu que els jeroglífics egipcis sorgiren un poc després de l'escriptura sumèria i, probablement, es van inventar sota la influència d'aquesta, i és "probable que la idea general d'expressar les paraules d'un idioma per escrit fos portada a Egipte des de la Mesopotàmia sumèria". Els dos sistemes d'escriptura són prou semblants en les etapes inicials, ja que es basen en formes pictogràfiques i després desenvolupen un sistema paral·lel per a l'expressió dels sons fonètics.
Les reconstruccions estàndard del desenvolupament de l'escriptura solen situar el desplegament de l'escriptura protocuneïforme sumèria abans dels jeroglífics egipcis, amb la idea que la primera influiria en la segona.
En manquen, però, proves directes i no s'ha determinat de manera definitiva l'origen dels jeroglífics de l'antic Egipte, sinó que se sosté que "les proves de tal influència directa continuen sent febles" i que "es pot fer un argument molt creïble per al desenvolupament independent de l'escriptura a Egipte...".

Des de la dècada dels 1990, el descobriment de glifs en etiquetes d'argila d'Abidos, datats d'entre el 3400 i el 3200 ae, pot qüestionar la noció clàssica que el sistema de símbols mesopotàmics és anterior a l'egipci, tot i que l'escriptura egípcia fa una aparició sobtada en aquest moment, mentre que Mesopotàmia té una història d'ús de signes en fitxes que es remunta al voltant del 8000 ae. A més a més, les marques d'argila d'Abidos són quasi idèntiques a les marques d'argila contemporànies d'Uruk, Mesopotàmia.

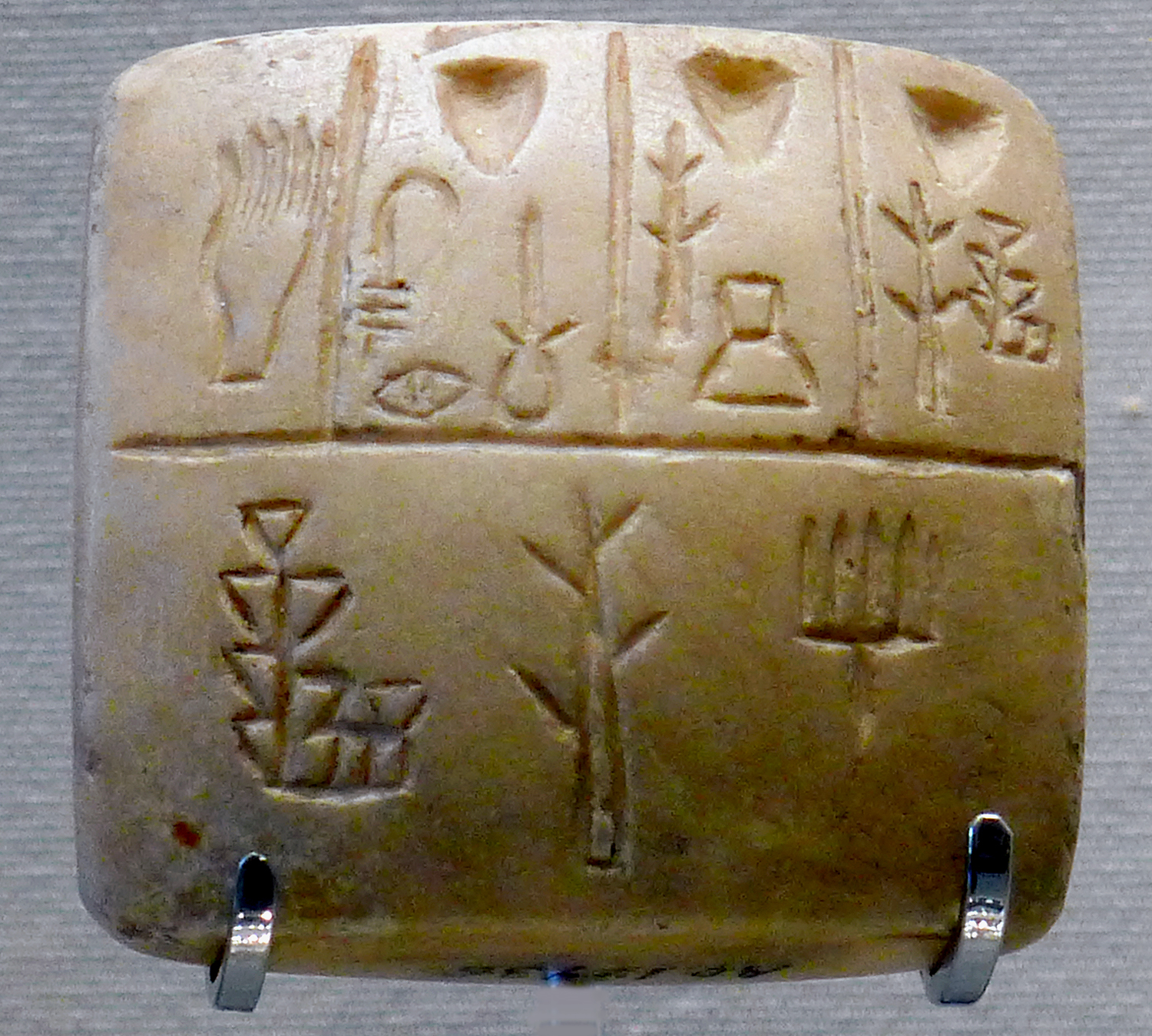
Tauleta amb caràcters pictogràfics protocuneïformes mesopotàmics (finals del quart mil·lenni ae), Uruk III
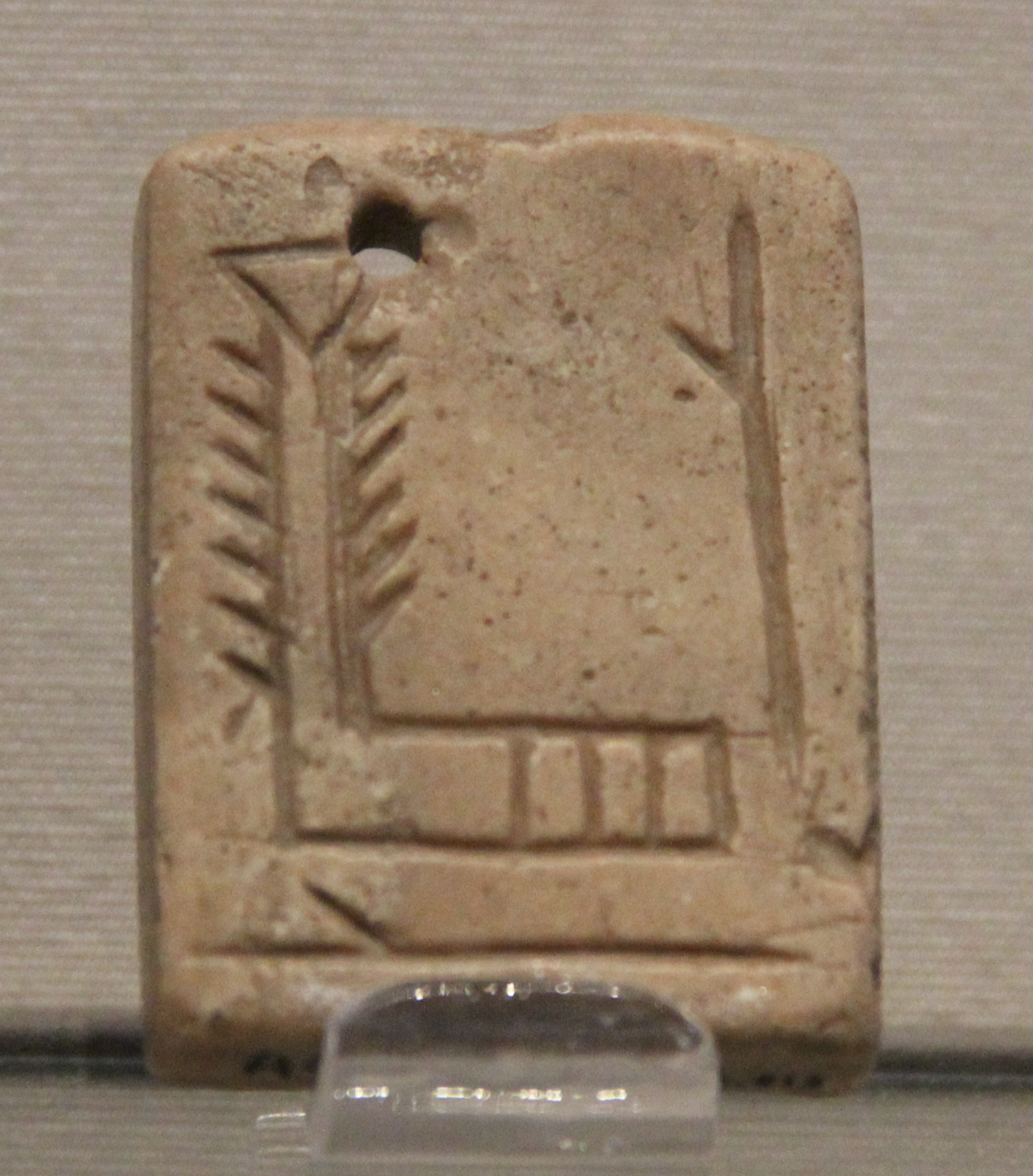
Etiqueta perforada mesopotàmica, amb el símbol "EN" què significa "mestre"; el revers de la placa té el símbol de la dea Inanna. Uruk, circa 3000 ae. Museu del Louvre, AO 7702
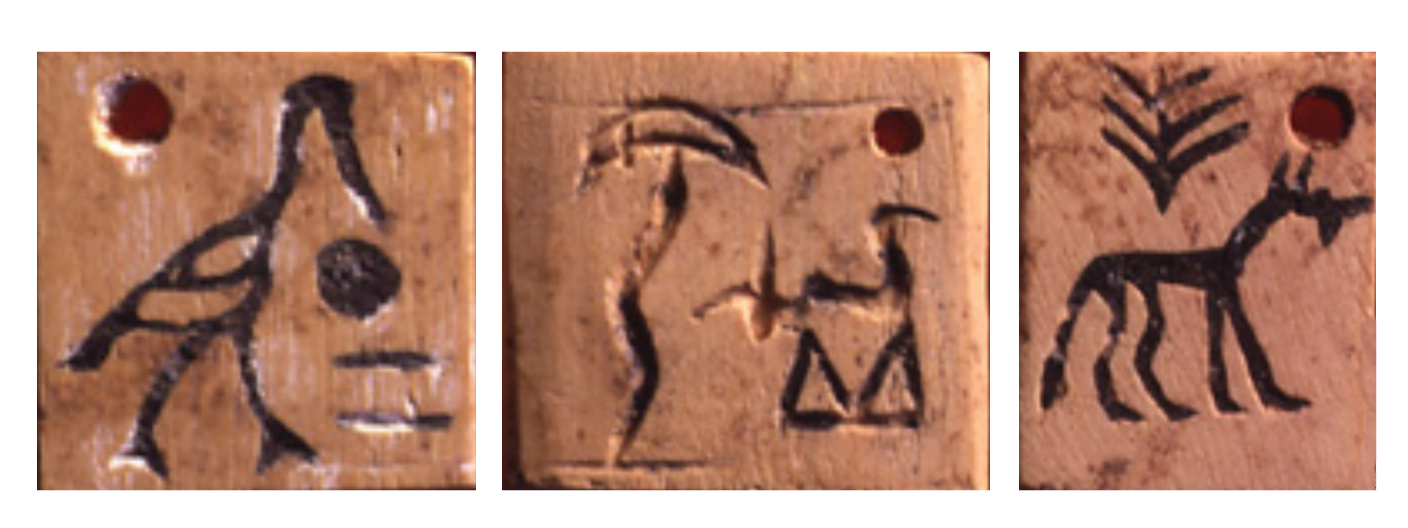
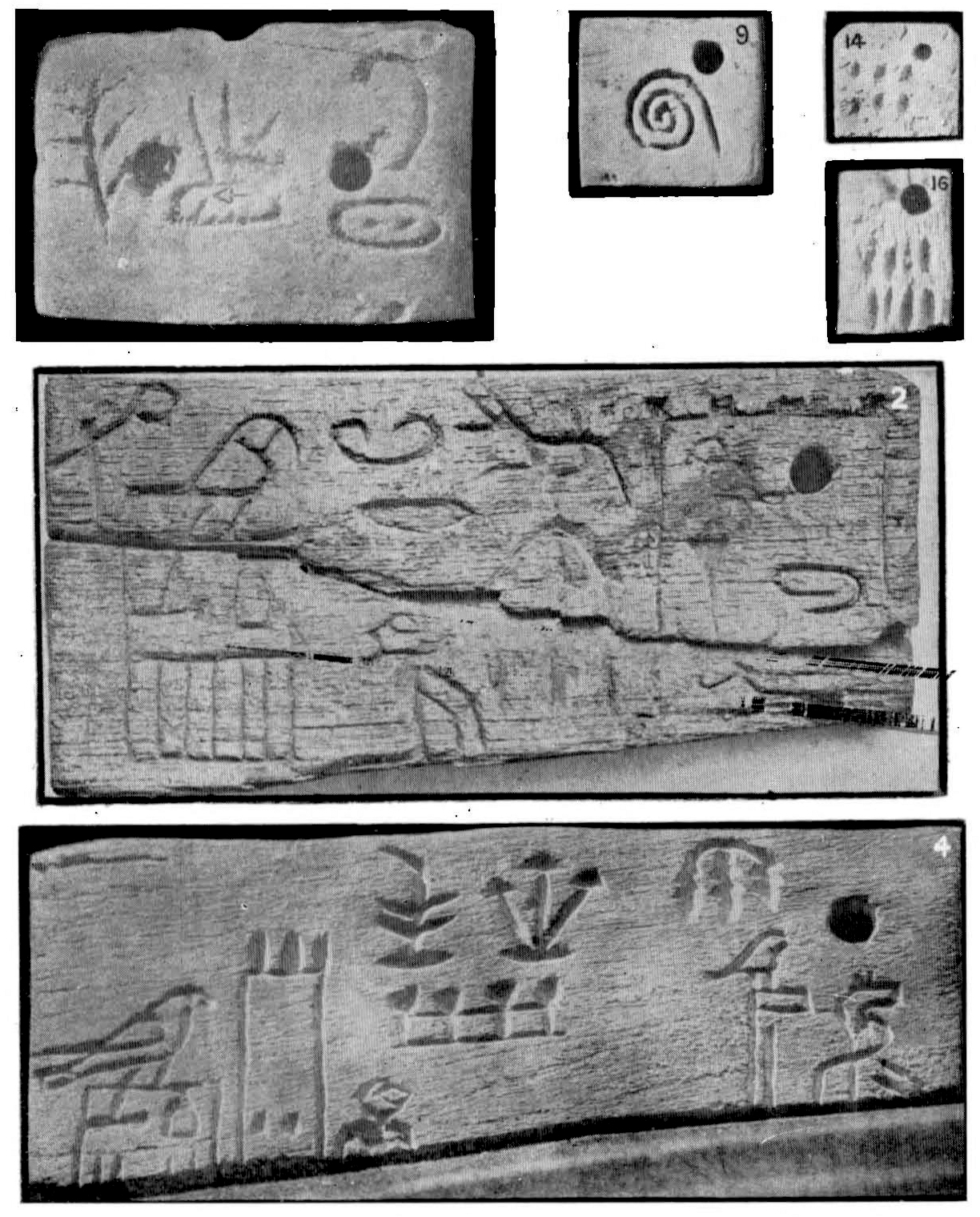
Etiquetes amb alguns dels primers jeroglífics egipcis de la tomba del rei Menes (3200-3000 ae)
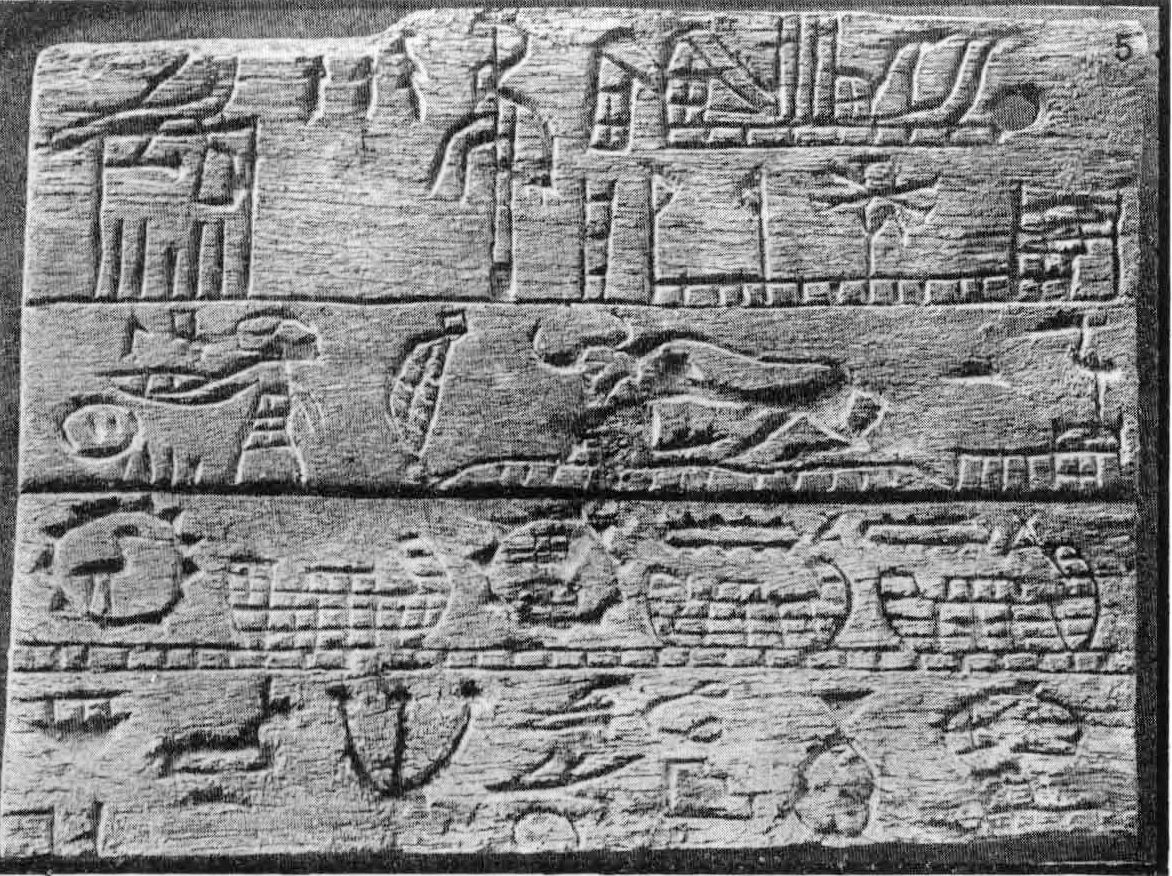
Placa d'ivori de Menes (3200-3000 ae)

## Afinitat genètica de l'Orient Proper amb les mòmies egípcies antigues

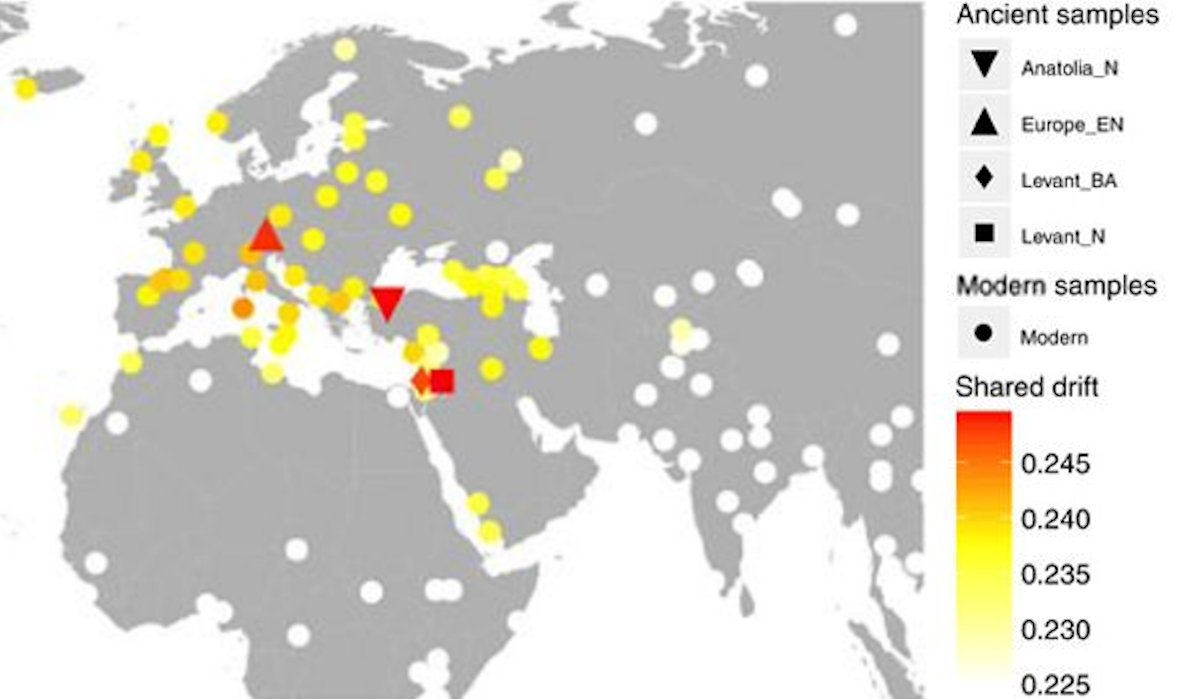
Anàlisi de deriva i barreja compartida de mòmies egípcies antigues amb altres poblacions antigues i modernes. L'afinitat és més forta (en roig) amb les poblacions antigues de l'Orient Proper

Un estudi del 2017 sobre la composició de l'ADN mitocondrial de les mòmies egípcies ha demostrat un alt nivell d'afinitat amb l'ADN de les poblacions de l'Orient Pròxim. L'estudi es feu en una mòmia d'Abusir al-Melek, prop del Faium, que fou habitada des d'almenys 3250 ae fins aproximadament al 700. Una anàlisi de la deriva compartida i de la barreja de l'ADN d'aquestes mòmies mostra que la connexió és més forta amb les poblacions antigues del Llevant, l'Orient Pròxim i Anatòlia, i en menor mesura amb les poblacions modernes de l'Orient Pròxim i el Llevant. En particular, l'estudi troba "que els antics egipcis estan més estretament relacionats amb les mostres del Neolític i l'edat del bronze al Llevant, així com amb les poblacions neolítiques anatòliques i europees".
A grans trets, les mòmies estudiades estaven més a prop genèticament de les persones del l'Orient Pròxim que la població egípcia moderna, que té més proporció de gens provinents de l'Àfrica subsahariana després del període romà.
Les dades indiquen un alt nivell d'interacció genètica amb l'Orient Pròxim des de l'antiguitat, probablement des de l'Egipte prehistòric: «Les dades semblen indicar una estreta barreja i afinitat en una data molt més primerenca, cosa no sorprenent, donades les llargues i complexes connexions entre Egipte i l'Orient Mitjà. Aquestes connexions es remunten a la prehistòria i es produïren en diverses escales, incloent-hi el comerç terrestre i marítim, la diplomàcia, la immigració, la invasió i la deportació».

## Influència egípcia en l'art mesopotàmic
Després d'aquest primer període d'intercanvi i la introducció directa de components mesopotàmics en la cultura egípcia, Egipte aviat començà a afermar el seu propi estil a partir del període dinàstic primerenc (3150-2686 ae), i se'n considera la Paleta de Narmer un punt d'inflexió. Els segells cilíndrics s'abandonaren aviat en favor dels segells d'escarabat (escarabeus).
Egipte sembla haver proporcionat certa retroalimentació artística a Mesopotàmia en l'època del Període Dinàstic Primerenc de Mesopotàmia (2900-2334 ae), sobretot en la iconografia reial: la figura del rei ferint els enemics amb una maça, i la representació d'enemics morts menjats per ocells de presa va aparéixer a Egipte des de l'època de la Paleta de Narmer, i després fou adoptada segles més tard pels governants mesopotàmics Eannatum i Sargon d'Accad. Aquesta representació sembla formar part d'un sistema artístic per a promoure la "monarquia hegemònica". Un altre exemple n'és l'ús de caps de maça decorades com a símbol de la reialesa.
També hi ha la possibilitat que les representacions del rei mesopotàmic amb la part superior del cos musculós i nu lluitant contra els enemics en una postura quadrangular, com es veu en l'Estela de Naram-Sin o en les estàtues de Gudea (totes del voltant del 2000 ae) deriven de l'escultura egípcia, que en aquells dies ja havia passat per la seua edat d'or durant l'Antic Regne.

## Períodes posteriors
Els intercanvis entre les dues cultures tornarien a florir des del període del Nou Regne d'Egipte (c. 1550 ae-1069 ae), aquesta volta un bescanvi entre dues civilitzacions madures i ben establertes.
En la darrera fase dels intercanvis històrics, l'Imperi aquemènida va establir satrapies a Egipte, i fundà la Dinastia XXVII (525-404 ae) i la Dinastia XXXI (343-332 ae).